# Ise
Ise (japanski:伊勢市, sveti grad) je grad u prefekturi Mie, na južnom dijelu otoka Honshua u Japanu s oko 98,900 stanovnika. Nalazi se u blizini istoimenog zaljeva, a sastoji se od dviju zasebnih zajednica: Uji i Yamada. Do 1955. godine grad je nosio naziv Uji-Yamada (宇治山田), a tada uzima zajednički naziv Ise.
U gradu se nalaze neki od najsvetijih šintoističkih hramova u Japanu pri čemu se ističe Veliki hram Ise koji se sastoji od unutarnjih i vanjskih hramova na udaljenosti od 6 km.

## Veliki hram Ise
| Predloženo je da se ovaj dio članka izdvoji u novi članak. ( Rasprava ) |                                                                       |
|                                                                         | Predloženo je da se ovaj dio članka izdvoji u novi članak. (Rasprava) |

Prema tradiciji unutarnji hram ili Naiku izgrađen je u 6. st. pr. Kr. i posvećen božici sunca Amaterasu i zaštitnici kraljevske obitelji. Ovaj iznimno proporcionalni hram godišnje posjete milijuni hodočasnika, a ritualno se obnavlja u istom obliku skoro 2,000 godina (posljednji put 1993. god.). Obnavljaju ga tesari koji su za to pripremani od djetinjstva, i to u tradicionalnom japanskom stilu Yayoi (300. pr. Kr. – 300.) žitnice. On je tipično japanski, tj. u isto vrijeme i drevan i uvijek nov.
Sam hram ima nekoliko odlika šintoističke arhitekture: drveni stupovi koji nose platformu čime je hram uzdignut od tla, slamnati krov koji podržavaju vodoravne grede, uporaba neobojene čempresovine i sveukupan dojam prirodne jednostavnosti umjesto bogate dekoracije. Tradicionalno su samo članovi kraljevske obitelji i svećenici imali dozvolu da stupe u unutarnji hram, a danas je jedna od najposjećenijih turističkih atrakcija u Japanu. U unutarnjem hramu čuvaju se tri sveta blaga Japana (šintoistički simboli): sveti mač, sveto ogledalo i dragi kamen.
Vanjski hram izgrađen je u 5. st. i posvećen je bogu hrane, odijevanja i domaćinstva.

## Slavni stanovnici
- Ōoka Tadasuke (1672. – 1752.) - Samuraj, zapovjednik policije za vrijeme Tokugawa šogunata.
- Kon Ichikawa (1915. – 2008.) - Filmski redatelj rođen u Iseu.
- Eiji Sawamura (1917. – 1944.) - Igrač bejzbola, u japanskoj Dvorani slavnih, rođen je u Iseu.
- Isao Takahata (1935. - ) - Animator, vođa studija Ghibli, rođen je u Iseu.
- Mizuki Noguchi (1978. - ) - Maratonac, osvajač zlatnog odličja na Olimpijskim igrama u Ateni 2004., odrastao je u Iseu.
- Hiroki Mizumoto (1985. - ) - Nogometaš, Nacionalni reprezentativac - rođen u Iseu (Misono).

## Poveznice
- Razdoblje Yayoi
- Japanska umjetnost

## Vanjske poveznice
- Ise Veliki hram službene stranice (engl.)